# 中国农村的社会主义高潮
《中国农村的社会主义高潮》是中国农业合作化运动的百科全书，选用176个材料，毛泽东亲自主持编辑，为之写了两篇序言和大量按语，于1956年1月以中共中央办公厅名义由人民出版社出版。